# Avenida Amílcar Cabral
L'avenue Amílcar Cabral (en portugais : Avenida Amílcar Cabral) est une rue du quartier de Plateau à Praia au Cap-Vert.

## Présentation
C'est la rue la plus longue du quartier et l'artère principale du centre-ville.
Elle s'étend du sud au nord dans la partie occidentale du Plateau, parallèlement à la Rua 5 de Julho, à la Rua Serpa Pinto et à l'Avenida Andrade Corvo. Elle est la bordure ouest de la Praça Alexandre Albuquerque.

## Histoire
Anciennement nommée Rua Sá da Bandeira en l'honneur de l'homme politique portugais du XIXe siècle Sá da Bandeira, elle a été rebaptisée après l'indépendance du Cap-Vert en l'honneur d'Amílcar Cabral, chef du mouvement indépendantiste du Cap-Vert et de la Guinée-Bissau.

## Bâtiments de l’avenue
Les bâtiments remarquables de l’avenue,:
- Palais de la culture Ildo Lobo
- Quintal da Música
- Banco Interatlântico
- Maison Serbam
- Maison Feba
- Banque du Cap-Vert
- Marché municipal
- Liceu Domingos Ramos

## Galerie

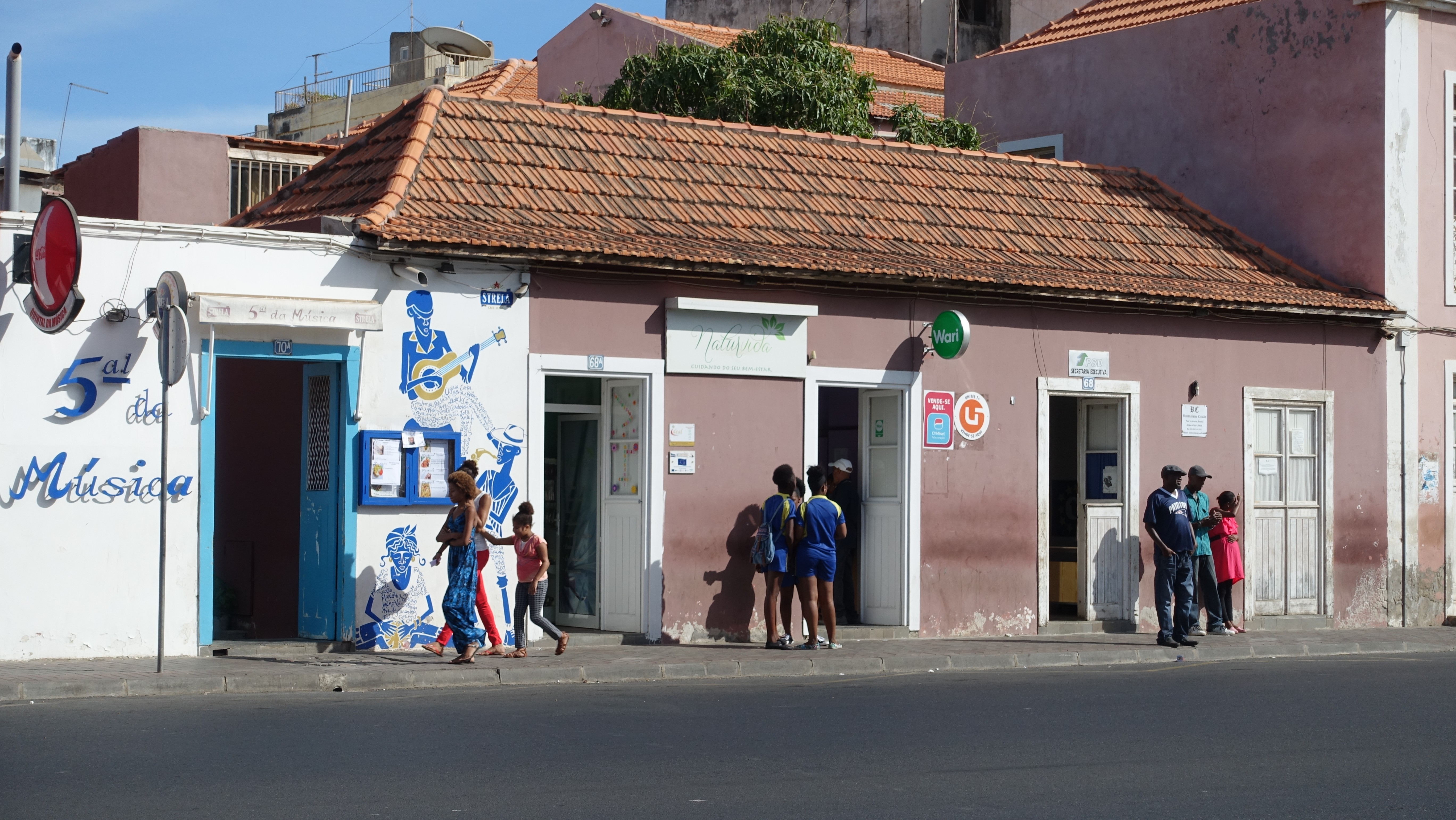
Maison de la musique.
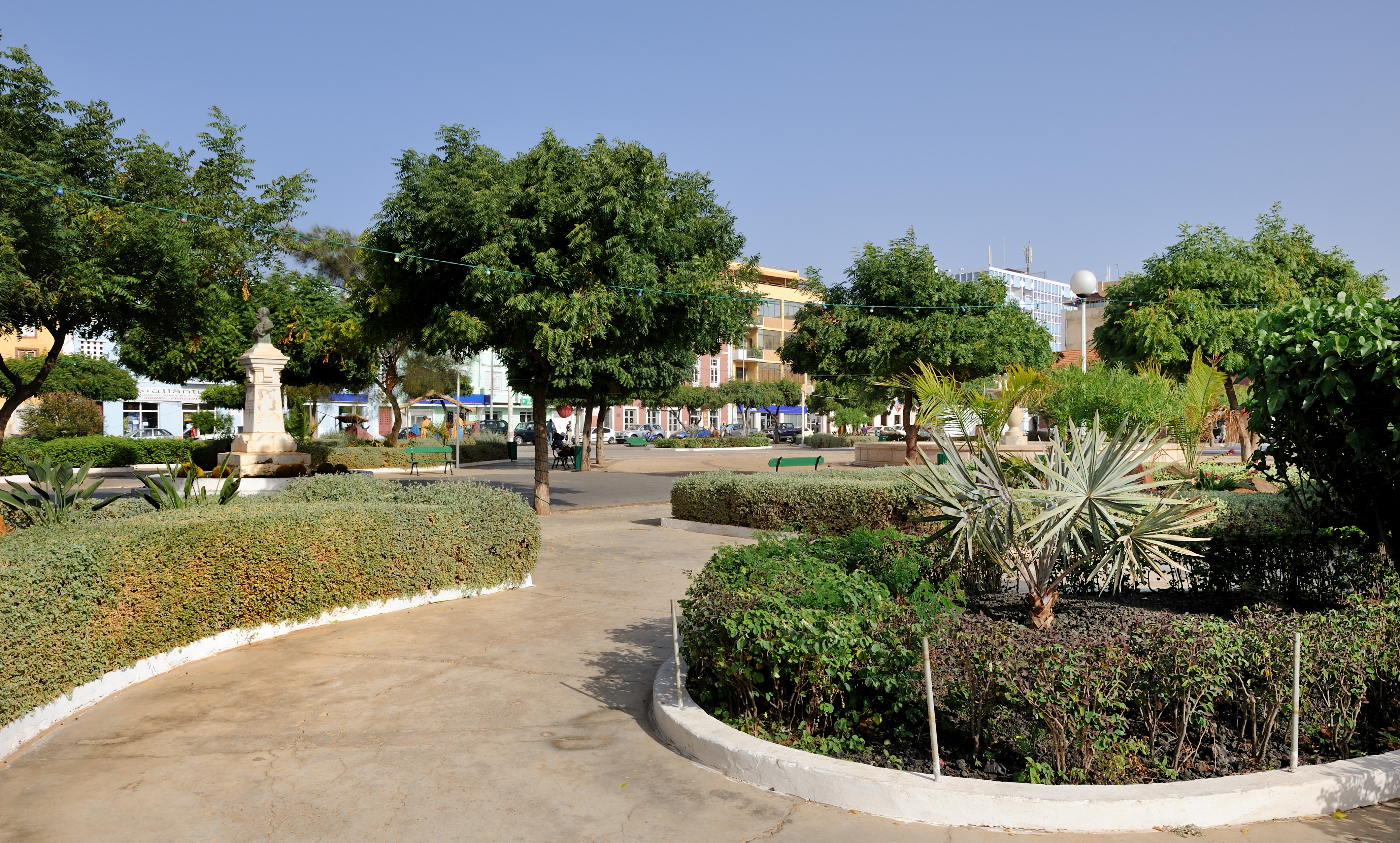
L’avenue vue de la place d’Albuquerque.
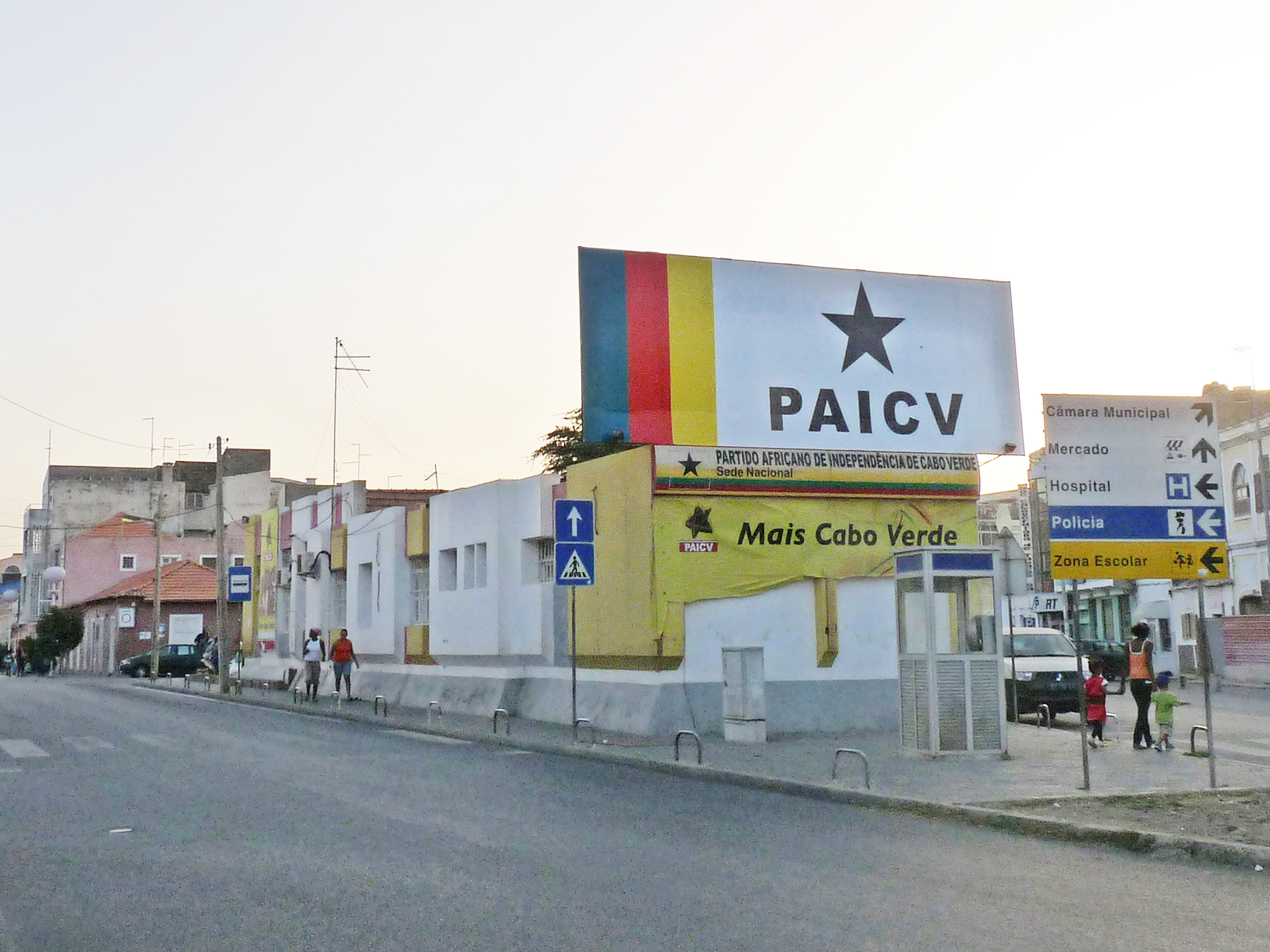
Siège du PAICV, l’avenue Amílcar Cabral à droite.